# 八尾市立中高安小学校
八尾市立中高安小学校（やおしりつ なかたかやす しょうがっこう）は、大阪府八尾市にかつてあった公立小学校。2016年3月末をもって閉校した。
学校は、河内国と大和国を結ぶ街道「立石街道」と「おおと越」の分岐点に立地していた。校門前には、分岐点を示す道標（写真参照）が設置されている。2017年時点、閉校後も施設は維持されている。

## 沿革
明治時代初期の1872年に、当時の高安郡服部川村（1889年町村制実施で中高安村、1931年合併で高安村）に開校した。開校当初は光明寺（現在の八尾市服部川8-163）を仮校舎としていた。その後数回の校地変遷を経て、1890年に最終所在地に移転した。
高安中学校と北高安小学校と統合し、2016年3月末をもって閉校することとなった。
- 1872年9月5日 - 堺県服部川二大区四小区七番組百三十六番小学校として、高安郡服部川村・光明寺で開校。
- 1873年 - 堺県服部川小学校と称する。服部川村の私邸に移転。
- 1878年 - 服部川八幡神社境内に移転。
- 1888年 - 高安郡服部川簡易小学校と称する。
- 1890年 - 高安郡中高安尋常小学校に改称。
- 1896年4月1日 - 郡の合併により、中河内郡中高安尋常小学校と称する。
- 1903年 - 隣接していた中高安村役場の火災により延焼し、教室を焼失。
- 1931年 - 高等科を併設し、中河内郡中高安尋常高等小学校に改称。
- 1934年9月21日 - 室戸台風で校舎被災。
- 1941年4月1日 - 国民学校令により、中河内郡中高安国民学校に改称。
- 1947年4月1日 - 学制改革により、高安村立中高安小学校に改称。
- 1955年4月3日 - 高安村が八尾市に編入されたことに伴い、八尾市立中高安小学校に改称。
- 1961年9月16日 - 第2室戸台風で校舎被災。
- 2016年3月20日 - 閉校式開催

## 通学区域
- 八尾市 大字大窪、大字山畑、服部川、大字服部川、郡川、大字郡川、大字千塚、大字黒谷（一部）、黒谷2丁目（一部）、黒谷6丁目。

上記区域に該当する中学校は八尾市立高安中学校となる。

## 交通
- 近鉄信貴線 服部川駅

## 脚註
1. ↑  中高安小学校は143年の歴史に幕を下ろします。 | 八尾市